# Cricotopus trilobatus
Cricotopus trilobatus är en tvåvingeart som beskrevs av Zelentsov 1997. Cricotopus trilobatus ingår i släktet Cricotopus och familjen fjädermyggor. Inga underarter finns listade i Catalogue of Life.